# 무통
《무통》(일본어: 無痛 むつう[*])은 쿠사카베 요의 소설 작품이다.

## 텔레비전 드라마
《무통~진찰하는 눈~》(일본어: 無痛〜診える眼〜 むつう〜みえるめ〜[*])의 타이틀로 드라마화되어, 2015년 10월 7일부터 12월 16일까지 매주 수요일 22:00 ~ 22:54에, 후지 TV 계열의 〈수요 22시〉 시간대로 방송되었다. 주연은 니시지마 히데토시.

### 캐스트
- 타메요리 에이스케 (43) - 니시지마 히데토시
- 하야세 준이치로 (32) - 이토 아츠시
- 타카시마 나미코 (26) - 이시바시 안나
- 시라가미 요지 (39) - 이토 히데아키
- 이바라 (25) - 나카무라 아오이
- 미나미 사토미 (14) - 하마베 미나미
- 이노우에 카즈에 (56) - 아사다 미요코
- 쿠루메 미노루 - 츠카야마 마사네
- 오자키 마사노리 - 사사키 료타

### 스태프
- 원작 - 쿠사카베 요 《무통》 (겐토샤 분코)
- 각본 - 오오쿠보 토모미, 코사카 타카후미, 우시오 켄타로, 오가와 토모코
- 음악 - 시오노야 사토루
- 주제가 - Superfly 〈검은 물방울〉 (WARNER MUSIC JAPAN)
- 삽입곡 - 미속카스 〈암야의 캐러밴〉 (avex trax)
- 편성 기획 - 시미즈 카즈유키
- 프로듀스 - 카시카와 사토코
- 어소시에이트 프로듀스 - 이나다 히데키
- 연출 - 사토 유이치, 키노시타 타카오, 야마우치 다이스케
- 제작 - 후지 TV
- 제작 저작 - 쿄도 TV

### 방송 일자
| 각 화                                                      | 방송일          | 부제                                                             | 각본            | 연출              | 시청률 |
| ---------------------------------------------------------- | --------------- | ---------------------------------------------------------------- | --------------- | ----------------- | ------ |
| 제1화                                                      | 2015년 10월 7일 | 신 히어로 탄생…!? 병을 간파하는 천재는, 범죄를 간파할 수 있는가? | 오오쿠보 토모미 | 사토 유이치       | 11.6%  |
| 제2화                                                      | 10월 14일       | 같은 능력을 가진 남자가 천재에게 다가오다                        | 코사카 타카후미 | 사토 유이치       | 7.1%   |
| 제3화                                                      | 10월 21일       | 열혈 형사가 떠안는…살의의 기억                                   | 오오쿠보 토모미 | 키노시타 타카오   | 8.4%   |
| 제4화                                                      | 10월 28일       | 천재가 간파하는 여심                                             | 코사카 타카후미 | 사토 유이치       | 4.7%   |
| 제5화                                                      | 11월 5일        | 금발의 소녀가 떠안는 살인의 기억                                 | 코사카 타카후미 | 야마우치 다이스케 | 7.4%   |
| 제6화                                                      | 11월 11일       | 진찰할 수 없는 눈                                                | 우시오 켄타로   | 키노시타 타카오   | 7.6%   |
| 제7화                                                      | 11월 18일       | 범인의 죽음…새로운 살인의 이유                                   | 오가와 토모코   | 사토 유이치       | 7.1%   |
| 제8화                                                      | 11월 25일       | 진범인의 고독                                                    | 코사카 타카후미 | 야마우치 다이스케 | 7.4%   |
| 제9화                                                      | 12월 9일        | 정의로서의 살인                                                  | 우시오 켄타로   | 키노시타 타카오   | 7.1%   |
| 최종화                                                     | 12월 16일       | 아픔이란…                                                        | 오가와 토모코   | 사토 유이치       | 9.6%   |
| 평균 시청률 7.8% (시청률은 칸토 지구·비디오 리서치사 조사) |                 |                                                                  |                 |                   |        |

- 첫회는 18분 확대 (21:57 ~ 23:09).
- 제4화는 105분 지연 (23:45 ~ 24:39).
- 12월 2일은 휴지.

| 후지 TV 수요일 밤 10시 드라마      | 후지 TV 수요일 밤 10시 드라마              | 후지 TV 수요일 밤 10시 드라마    |
| 이전 작품                          | 작품명                                     | 다음 작품                        |
| ---------------------------------- | ------------------------------------------ | -------------------------------- |
| 리스크의 신 (2015.7.8 ~ 2015.9.16) | 무통~진찰하는 눈~ (2015.10.7 ~ 2015.12.16) | 프래자일 (2016.1.13 ~ 2016.3.16) |